# Traiguén
Traiguén ist eine Kommune im Süden Chiles. Sie liegt in der Provinz Malleco in der Region de la Araucanía. Sie hat 18.843 Einwohner und liegt ca. 50 Kilometer nördlich von Temuco, der Hauptstadt der Region.

## Geschichte
Der Name Traiguén stammt aus dem Mapudungun und bedeutet so viel wie „Wasserfall“. Ursprünglich wurde das Gebiet von chilenischen Ureinwohnern, vornehmlich Mapuche, bewohnt. Im Zuge der Okkupation von Araukarien wurde 1878 am Ort der heutigen Gemeinde Traiguén ein gleichnamiges Fort errichtet. Im Zuge dessen kamen vermehrt Siedler in die Region. 1879 wurde die Gemeinde offiziell gegründet. Ab den 1880er Jahren kamen auch vermehrt Siedler aus Europa, vor allem aus Deutschland, Frankreich und der Schweiz nach Traiguén. Zwischenzeitlich befanden sich in Traiguén sowohl eine Deutsche Schule als auch eine Französische Schule. 1881 kam es in Traiguén zu einem blutigen Zwischenfall, als die von der chilenischen Regierung und Regionalverwaltung unterdrückten Mapuche einen Aufstand starteten. Bei dem Aufstand, der letzten Endes von den Truppen der chilenischen Regierung niedergeschlagen wurde, kamen auf beiden Seiten einige Soldaten ums Leben. 1889 wurde Traiguén an die Eisenbahn angeschlossen. In den folgenden Jahren entwickelte sich Traiguén zu einem landwirtschaftlichen Zentrum der Region, besonders wichtig war der Anbau von Weizen. Allerdings wurde die Region mehrfach von Erdbeben erschüttert, so etwa die Erdbeben von 1939 und 1949, die beide in der Gemeinde Gebäude zerstörten und mehreren Menschen das Leben kosteten.

## Demografie und Geografie
Laut der Volkszählung aus dem Jahr 2017 leben in Traiguén 18.843 Einwohner, davon sind 9019 männlich und 9824 weiblich. 76,2 % leben in urbanem Gebiet, der Rest in ländlichem Gebiet. Etwa ein Drittel der Einwohner von Traiguén fühlt sich auch heute noch den Mapuche angehörig. Neben der Ortschaft Traiguén gehören mehrere weitere kleine Siedlungen zur Kommune, am wichtigsten ist die Siedlung Quilquen. Die Kommune hat eine Fläche von 908 km² und grenzt im Norden an Los Sauces und an Ercilla, im Osten an Victoria, im Süden an Galvarino und an Perquenco und im Westen Lumaco.
Durch die Kommune fließt der gleichnamige Río Traiguén. Daneben wird die Gemeinde durch die Cordillera de Nahuelbuta geprägt.

## Wirtschaft und Politik
In Traiguén gibt es 212 angemeldete Unternehmen. Wichtig sind dabei nach wie vor Land- und Forstwirtschaft. Der aktuelle Bürgermeister von Traiguén ist der unabhängige Ricardo Sanhueza Pirce. Auf nationaler Ebene liegt Traiguén im 22. Wahlkreis, unter anderem zusammen mit Angol, Renaico und Los Sauces.

## Kultur und Tourismus
Aus Traiguén stammt der chilenische Schriftsteller Luis Durand. Daneben verbrachte der Maler Pedro Luna dort einige Zeit. 2004 wurde in Traiguén das Museo de Arte Contemporáneo de Traiguén eröffnet, in dem zeitgenössische chilenische Kunst ausgestellt wird. Daneben findet seit 2009 jährlich in Traiguén das Festival de Traiguén statt. Daneben gibt es die Touristenroute „Ruta de los Reni“, auf der man die Geschichte der Mapuche der Region erfahren kann.

## Persönlichkeiten
- Rodrigo Barra (* 1975), Fußballspieler

## Fotogalerie

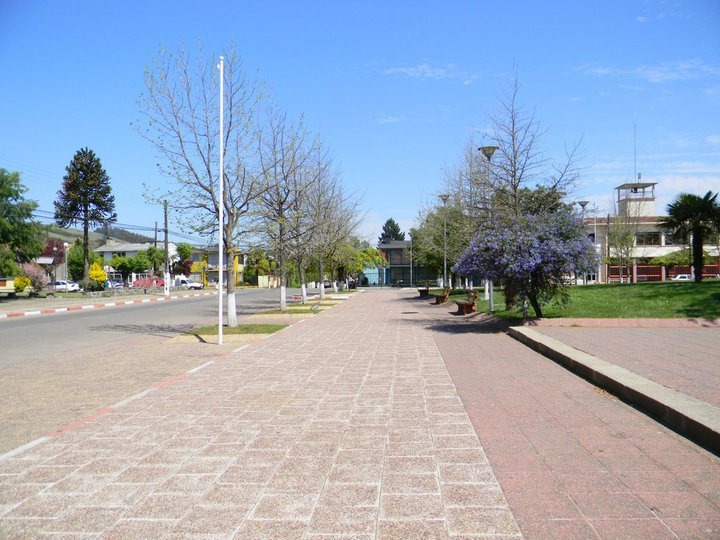
Straße in Traiguén
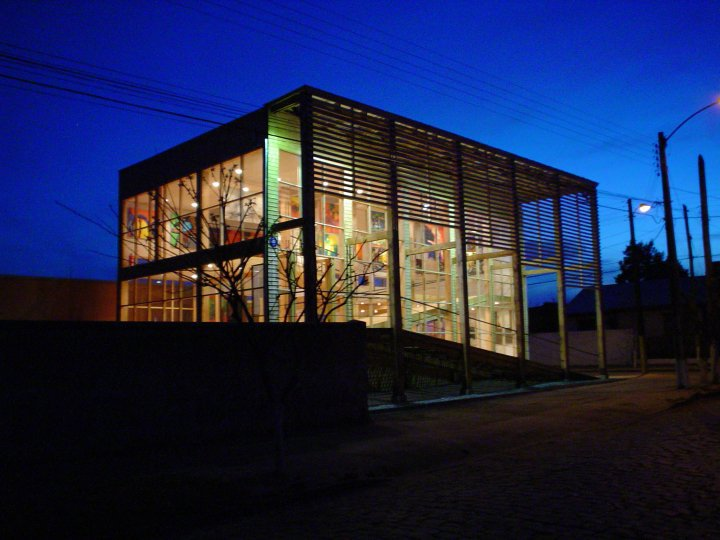
Das Museo de Arte Contemporáneo
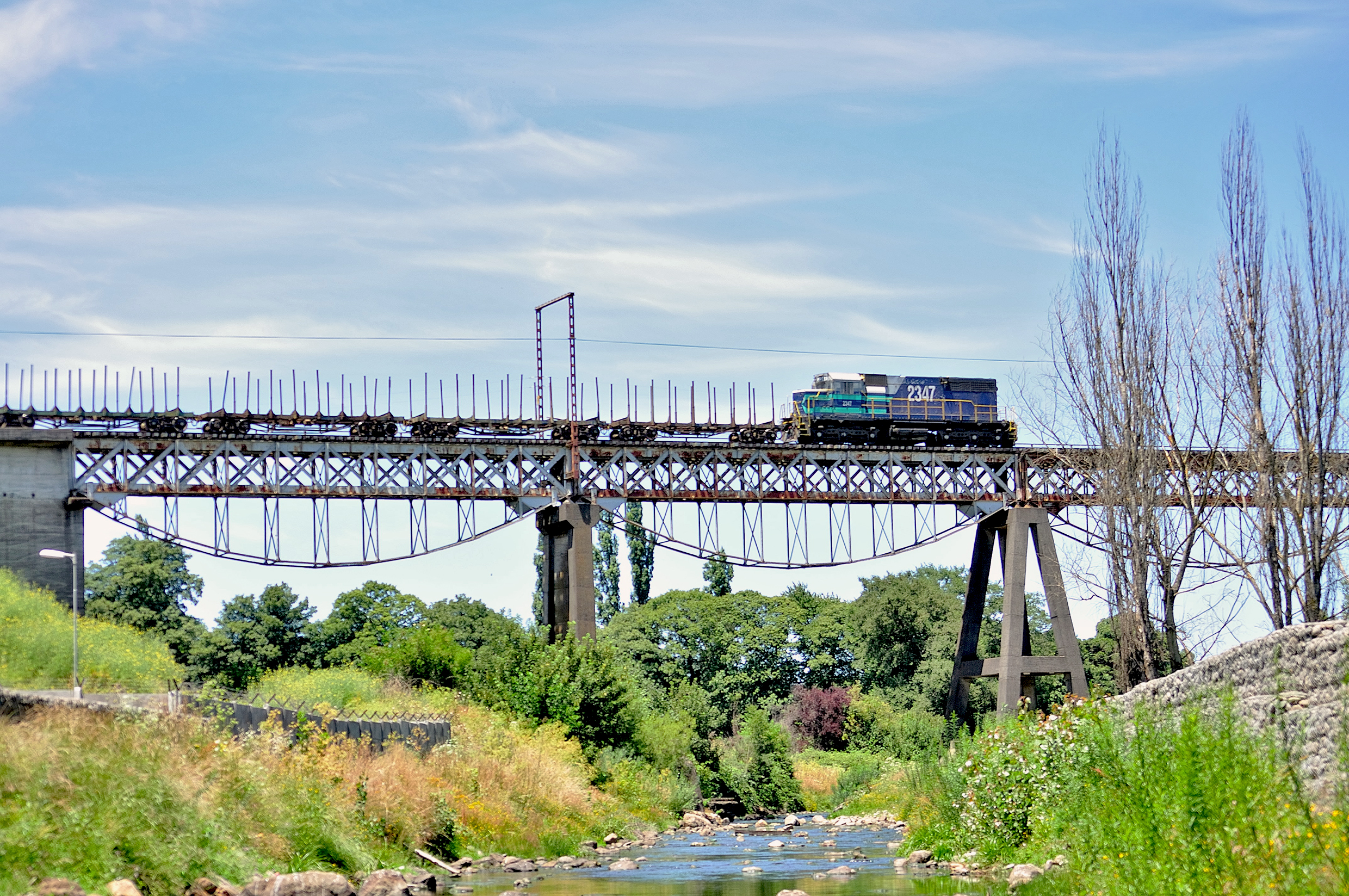
Eisenbahnbrücke über den Río Traiguén